# Bomba wz. 3 nr 6 typ 1 model 1
Bomba wz. 3 nr 6 typ 1 model 1 – japońska bomba przeciwlotnicza zaprojektowana do atakowania w locie bombowców nieprzyjaciela. Była używana bojowo w czasie II wojny światowej, została zaprojektowana jako uproszczona wersja bomby wz. 99 nr 3 typ 3.

## Historia
Bomba została zaprojektowana w 1943 i została przyjęta do służby w 1944 (2603/2604 w kalendarzu japońskim, stąd „wz. 3”).
Cylindryczna bomba, która wraz z częścią ogonową, liczyła 1010 mm długości i 200 mm średnicy, zawierała 144 stalowe kulki wypełnione białym fosforem. Po wyrzuceniu z samolotu, ogonowy zapalnik wiatraczkowy zapalnik wz. 99 nr 3 model 1, uzbrajał bombę która wybuchała w powietrzu rozrzucając w dół zapalające kulki. Kulki były rozrzucane wybuchem umieszczonego w środku bomby ładunkiem materiału wybuchowego Typ 98 lub szimozy. W odróżnieniu od jej pierwowzoru bomba nie miała głowicowego zapalnika uderzeniowego. Masa bomby wynosiła 56,6 kilogramów. Nos bomby malowany był na kolor srebrny, a lotki ogonowe na kolor czerwony.